# دامیان ماستو
دامیان ماستو (انگلیسی: Damián Musto؛ زادهٔ ۹ ژوئن ۱۹۸۷) بازیکن فوتبال اهل آرژانتین است.
از باشگاه‌هایی که در آن بازی کرده‌است می‌توان به باشگاه فوتبال اوئسکا، باشگاه فوتبال روساریو سنترال، و باشگاه فوتبال اسپتزیا اشاره کرد.